# Gueden
Gueden (Gethen en el original en inglés) es el planeta ficticio en el que se desarrolla la acción de la novela de ciencia ficción La mano izquierda de la oscuridad, de Ursula K. LeGuin.
Los habitantes de Gueden son seres humanos andróginos y biológicamente hermafroditas; durante aproximadamente tres semanas de cada mes son sexualmente neutros, y durante la semana restante son de uno u otro sexo, según queda determinado por interacción feromonal con la pareja sexual. De esta manera, cada individuo es capaz de ser padre y madre.
Los guedenianos están adaptados física y culturalmente al frío; tienden a ser robustos y de baja estatura, y están familiarizados con el contenido calórico de las distintas clases de alimento. Las adaptaciones físicas pueden ser producto de manipulación genética por parte de los hainitas, la especie que "sembró" formas de vida humanoides en muchos mundos del Ekumen.
El eje de Gueden, a diferencia del de la Tierra, no está inclinado, pero una excentricidad orbital relativamente alta produce estaciones globales. En el tiempo en que la historia de la novela está ambientada, Gueden se encuentra en una era glacial (algunos científicos locales consideran que se acerca a su fin). Los polos y una gran porción de la tierra que los rodea están cubiertos permanentemente por glaciares, y el clima puede ser muy frío incluso en las áreas habitadas. En algunos sitios es imposible viajar en invierno, puesto que la nieve cubre las rutas. Uno de los personajes, nativo de Gueden, compara un día con una temperatura de treinta grados con estar dentro de un horno de fundición.

## Calendario de Gueden
Gueden tiene un período de traslación alrededor de su estrella de 0,96 años terrestres (8.401 horas). Su período de rotación sobre su eje es de 23,08 horas, de modo que un año guedeniano dura 364 días locales.
El único satélite natural del planeta gira a su alrededor en 26 días locales, que constituyen un mes. El año se divide en catorce de estos meses lunares. La diferencia entre este calendario lunisolar y el calendario solar es suficientemente pequeña para requerir sólo una corrección cada doscientos años.
Cada día del mes tiene su propio nombre. Los días no se agrupan en semanas, sino que el mes se divide en dos mitades de trece días. Los nombres de los días de la segunda mitad derivan regularmente de los de la primera mitad.
Los guedenianos dividen el día en diez partes u "horas", la primera de las cuales comienza al mediodía.
En Gueden se utiliza un sistema singular para las fechas: los años no se numeran secuencialmente, sino que el año en curso es siempre el "año uno", y los demás se cuentan como años antes o después del actual. Los registros históricos emplean hechos conocidos para señalar fechas fijas del pasado.

## Cartografía
Gueden tiene cuatro continentes y un archipiélago. Dos de los continentes, Orgoreyn y Karhide, están conectados. En ellos se desarrolla la acción de la novela . Los otros continentes son Sith y Perunter, el continente antártico. El planeta está cubierto de hielo por encima de los 45 grados de latitud, y, en ocasiones, hasta los 30.